# Дом Обрядчиковых
Дом Обрядчиковых — старинное здание в историческом центре Нижнего Новгорода. Построен в 1835 году. Автор проекта — русский архитектор эпохи позднего классицизма, академик архитектуры Императорской Академии художеств И. Е. Ефимов.
Дом входит в историческую застройку древней Рождественской улицы. Не охраняется государством.

## История
После открытия Нижегородской ярмарки во вновь отстроенных корпусах и утверждения плана последующего развития Нижнего Новгорода в 1824 году архитектор И. Е. Ефимов стал разрабатывать проекты доходных домов новой активной каменной застройки Рождественской улицы. По линии Троицкой церкви им было возведено несколько двухэтажных с протяжёнными фасадами домов (№ 18, 20, 22), первый этаж которых занимали торговые лавки, в верхний — комнаты для сдачи в наём.
В начале 1830-х годов купец третьей гильдии, торговец железом и москательным товаром Алексей Михайлович Обрядчиков купил у дворянина В. А. Всеволодского на Рождественской улице каменный с флигелем дом, после чего предложил архитектору И. Е. Ефимову разработать проект нового протяжённого корпуса на месте старого дома. В 1835 году были созданы планы-фасады здания в 17 окон с двумя воротами-въездами во двор по сторонам. Фасад первого этажа получил дощатый руст, окна второго — через одно хорошо прорисованные наличники, калитки ворот — железные козырьки с фигурными кованными консолями.
Сын владельца, Дмитрий Алексеевич, в 1864 году решил пробить в первом этаже широкие входы в торговые лавки. Проект был утверждён Строительным отделением городской управы 21 сентября 1865 года и выполнен под надзором городского архитектора Н. И. Ужумедского-Грицевича.
Дом № 22 в значительной степени сохранил изначальное архитектурное решение, другие к открытию Всероссийской промышленно-художественной выставки 1896 года получили пышное декоративно-художественное убранство фасадов.